# Гаррі Лідтке
Гаррі Лідтке (нім. Harry Liedtke; 12 жовтня 1882, Кенігсберг — 28 квітня 1945, Бранденбург) — німецький актор театру і кіно.

## Біографія
Лідтке народився у багатодітній сім'ї комерсанта і був сьомим з дванадцяти дітей. Після смерті батька, з 1896 року виховувався у притулку, навчався в гімназії в Кенігсберзі, працював у крамниці колоніальних товарів. Познайомившись з Гансом Оберлендером, керівником Королівським театром у Берліні, вирішив навчатися акторській майстерності. Восени 1904 року він вже отримав першу роль у міському театрі Фрайберга, після чого грав у багатьох інших театрах. У 1908 році працював в Новому німецькому театрі в Нью-Йорку, а у 1909 році був зайнятий в постановках Німецького театру в Берліні. У 1913—1914 роках служив в Мангеймському придворному національному театрі.
Першу роль в кіно Лідтке виконав у 1912 році. Йому діставалися переважно ролі молодих коханців, джентльменів і легковажних дворян. Спочатку знімався у фільмах Оскара Местера, потім грав у Ернста Любіча. Лідтке користувався великою любов'ю у публіки, особливо у другій половині 1920-х років, зігравши в численних оперетах німого кіно, зокрема, з Марлен Дітріх в «Цілую вашу руку, мадам».
Кар'єра в звуковому кіно просувалася для Лідтке зі складнощами, вік примушував його перейти до вікових ролей. Значним етапом у творчості Лідтке стала роль у фільмі Гайнца Рюмана Sophienlund. Останню роль в кіно Лідтке зіграв у 1944 році у стрічці «Концерт».
У 1920—1928 роках Лідтке був одружений з акторкою Кете Дорш, потім перебував у стосунках з Марією Паудлер.
28 квітня 1945 року Гарі Лідтке був убитий на своїй віллі в Бад-Зарові при спробі захистити свою другу дружину, акторку Крісту Торді, від посягань з боку вояків Червоної армії. Похований в Бад-Зарові на цвинтарі при сільській церкві в районі Пісков.

## Обрана фільмографія
| Рік  |  | Назва українською               |  | Мовою оригіналу              |  | Роль                    |
| ---- |  | ------------------------------- |  | ---------------------------- |  | ----------------------- |
| 1913 |  | Єва                             |  | Eva                          |  |                         |
| 1917 |  | Дама з камеліями                |  | Die Kameliendame             |  |                         |
| 1918 |  | Кармен                          |  | Carmen                       |  | Дон Хосе Наварро        |
| 1919 |  | Мадам Дюбаррі                   |  | Madame Dubarry               |  | Арман де Фуа            |
| 1919 |  | Вендетта                        |  | Vendetta                     |  | Едвін Алькот            |
| 1919 |  | Принцеса устриць                |  | Die Austernprinzessin        |  | принц Нукі              |
| 1920 |  | Сумурун                         |  | Sumurun                      |  | Нур-аль-Дін             |
| 1921 |  | Чоловік без імені               |  | Der Mann ohne Namen          |  | Петер Восс              |
| 1922 |  | Дружина фараона                 |  | Das Weib des Pharao          |  | Рамфіс                  |
| 1923 |  | Венеційський купець             |  | Der Kaufmann von Venedig     |  | Базаніо                 |
| 1923 |  | Маленький Наполеон              |  | So sind die Männer           |  | Георг фон Мелсунген     |
| 1923 |  | Кажан                           |  | Die Fledermaus               |  | Габріель фон Айзенштайн |
| 1924 |  | Нанон                           |  | Nanon                        |  | маркус Д'Абігне         |
| 1924 |  | Фінанси великого герцога        |  | Die Finanzen des Großherzogs |  | Дон Рамон XX            |
| 1925 |  | Маріца                          |  | Gräfin Mariza                |  | граф Тассіло            |
| 1926 |  | Мадам не хочет детей            |  | Madame wünscht keine Kinder  |  | Пауль                   |
| 1926 |  | На прекрасному блакитному Дунаї |  | An der schönen blauen Donau  |  | граф Оскар Цирський     |
| 1927 |  | Злиденний студент               |  | Der Bettelstudent            |  | Сімон, студент          |
| 1928 |  | Сучасний Казанова               |  | Der moderne Casanova         |  | Крістіан Фрідгольд      |
| 1929 |  | Цілую вашу руку, мадам          |  | Ich küsse Ihre Hand, Madame  |  | граф Ленський           |
| 1930 |  | Освіта для доньки               |  | Der Erzieher meiner Tochter  |  | Гейнц Геллер            |
| 1933 |  | Посильна з готелю Далмасс       |  | Der Page vom Dalmasse-Hotel  |  | барон фон Дален         |
| 1936 |  | Місто Анатоль                   |  | Stadt Anatol                 |  | директор Ґарсіа         |
| 1938 |  | Пруська любовна історія         |  | Preußische Liebesgeschichte  |  | князь Антон Радзивілл   |
| 1941 |  | Квакс, невдалий пілот           |  | Quax, der Bruchpilot         |  | гер Бредов              |
| 1944 |  | Концерт                         |  | Das Konzert                  |  | професор Гейнк          |